# Killing Joke
Killing Joke és una banda de post-punk originària del Regne Unit formada el 1978 a Notting Hill, Londres, Anglaterra. És considerada una banda innovadora i molt influent, principalment per a bandes nascudes en els 80's i 90's com Nirvana, Godflesh, Ministry, Nine Inch Nails, Big Black, Prong, Metallica, Napalm Death, Rammstein, Helmet, Soundgarden, Foo Fighters, Amebix, Faith No Morei, entre d'altres. També són considerats per molts una referència important en la creació del moviment de música industrial, principalment pel so desenvolupat en els seus primers dos discos.
Els integrants que han romàs sempre en la banda des de la seva formació, i que es poden considerar pilars de la mateixa, són el cantant i teclista Jaz Coleman i el guitarrista Geordie Walker; els baixistes han variat però la base sempre -en diferents èpoques- ha estat tant el baixista original Youth (Martin Glover) com Paul Raven. La seva música es caracteritza pel so hipnòtic i metàl·lic-harmònic de les guitarres; pels ritmes pesats, tribals i ballables, així com pel so de fons fosc i de vegades gòtic dels teclats; tot això abraçant l'emotiva veu de Jaz Coleman, que va de suau i melancòlica fins a punts de brutal intensitat.
Les seves produccions sempre han mostrat una constant evolució en el seu so, però igualment sempre han mantingut un segell distintiu i únic. Van partir d'una mescla de post-punk i dub-reggae en els seus inicis (en els seus senzills de finals dels 70s). Després van passar per una etapa tribal, proto-industrial metall-post-punk (inicis dels 80s). Gradualment es van allunyar dels sons "industrials" per passar a ambients més harmònics, que remeten a un so barreja de New Wave amb Rock Progressiu (última meitat dels 80s). En els 90's la banda va transformar radicalment el seu so, tornant-se en una tempesta energètica que va incloure guitarres més distorsionades, fusionades amb bases de teclats que remetien de nou a un ambient industrial i techno però molt més agressiu que en els seus inicis. Des de llavors han mantingut un estil fort, rítmic i combatiu basat en un so orientat una miqueta al Metall amb esperit Punk.

## Discografia

### Àlbums
- 1980 - Killing Joke
- 1981 - What's THIS For...!
- 1982 - Revelations
- 1983 - Fire Dances
- 1985 - Night Time
- 1986 - Brighter than a Thousand Suns
- 1988 - Outside the Gate
- 1989 - The Courtauld Talks
- 1990 - Extremities, Dirt &amp; Various Repressed Emotions
- 1994 - Pandemonium
- 1996 - Democracy
- 2003 - Killing Joke
- 2006 - Hosannas from the Basements of Hell
- 2010 - Absolute Dissent
- 2012 - MMXII
- 2015 - Pylon

### Senzills i EP
- Turn To Red EP 10" (Oct 1979)
- Nervous System 7" 12" (Dic 1979)
- Wardance/Pѕyche 7" (Mar 1980)
- Requiem/Change 7" 12" (Oct 1980)
- Follow the Leaders/Tension 7" 10" (May 1981) – UK #55
- Empire Song/Brilliant 7" (Mar 1982) – UK #43
- Chop Chop/Good Samaritan 7" (Jun 1982)
- Birds of a Feather/Sun Goes Down/Flock the B side 7" 12" (Oct 1982) – UK #64
- Let's All Go/Dominator 7" 12" (Jun 1983) – UK #51
- Me or You/Wilful Days 7" 12" (Oct 1983) – UK #57
- Eighties/Eighties Common Mix 7" 12" (Abr 1984) – UK #60
- A New Day/Dance Day 7" 12" (Jul 1984) – UK #56
- Love Like Blood/Blue Feather 7" 12" (Feb 1985) – UK #16, Germany #24
- Kings & Queens/The Madding Crowd 7" 12" (Mar 1985) – UK #58
- Adorations/Exile 7" 12" (Ago 1986) – UK #42
- Sanity/Goodbye to the Village 7" 12" (Oct 1986) – UK #70
- America/Jihad 7" 12" (Abr 1988) – UK #77
- My Love of This Land/Darkness Before Dawn 7" 12" (Jul 1988) – UK #89
- Money is Not Our God CD 12" (1991)
- Change: The Youth Mixes CD (1992)
- Exorcism CD 10" (1994)
- Millennium CD 7" 12" (May 1994) – UK #34
- Pandemonium CD (Jul 1994) – UK #28
- Pandemonium in Dub CD (Jul 1994)
- Jana CD (Feb 1995) – UK #54
- Jana Live EP (Feb 1995)
- Jana/Millennium CD doble (1995)
- Democracy CD (Mar 1996) – UK #39
- Democracy dif. Mix CD (Mar 1996)
- Love Like Blood/Intellect (Mar 1998)
- Loose Cannon 12" CD DVD (Jul 2003) – UK #25
- Seeing Red CD (2003)
- Hosannas from the Basement of Hell/Afterburner/Universe B CD (Abr 2006) – UK #74
- Hosannas from the Basement of Hell/Afterburner (Alternate Vers.) Limited 7" (Abr 2006)

### Àlbums en directe
- Ha! EP de 10 polzades en directe (1982)
- BBC In Concert (1996)
- No Way Out But Forward Go (2001)
- XXV Gathering: Let Us Prey (live, 2005)

### Recopilacions
- An Incomplete Collection 1980-1985 (1990)
- Laugh? I Nearly Bought One! (1992)
- Wilful Days (1995)
- Alchemy: The Remixes (Remix Album) (1996)
- Wardance (Remix Album) (1998)
- The Unperverted Pantomime? (2003)
- Chaos for Breakfast (2004)
- For Beginners (2004)
- Inside Extremities: Mixes, Rehearsals and Live (2007)
- Bootleg Vinyl Archive Vol. 1 (2007)
- Bootleg Vinyl Archive Vol. 2 (2007)